# 服部譲次
服部 譲次（はっとり じょうじ、1893年〈明治26年〉11月8日 - 没年不詳）は、日本の航空技術者。三菱重工業株式会社名古屋航空機製作所技術部部長、新三菱重工業専務取締役などを歴任した。

## 来歴

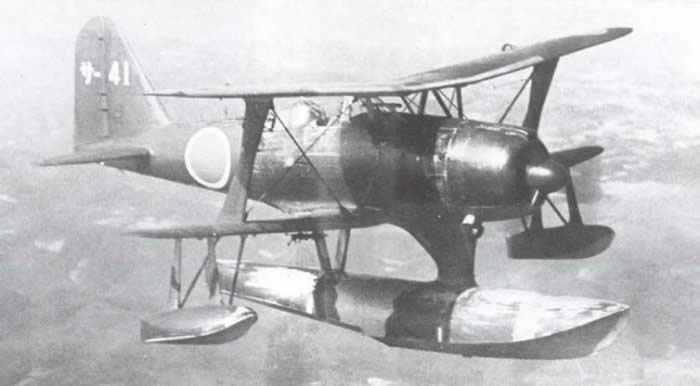
零式水上観測機

愛知県名古屋市にて育った。旧制愛知県立熱田中学校（現・愛知県立瑞陵高等学校）、旧制第八高等学校を経て、1918年、東京帝国大学工科大学を卒業する。大学卒業後は三菱造船に入社し、神戸造船所に配属される。
1920年に三菱造船の名古屋航空機製作所に入る。1921年にドイツに出張し、1924年に帰国。1923年より、名古屋航空機製作所にて設計課と研究課の課長に就任する。その後、三菱造船は三菱重工業に衣替えする。三菱重工業の名古屋航空機製作所にて技術部の部長などを歴任した。在任中は佐野栄太郎や堀越二郎らを見出し、航空機の開発を推進した。零式水上観測機の開発に際しては佐野に設計主任を命じ、当時の三菱重工業には水上機の開発経験がほとんどないという状況下で佐野をバックアップし、最終的に制式採用にまで漕ぎ着けている。また、七試艦上戦闘機の開発では、まだ若手であった堀越を設計主任に抜擢した。続く九六式艦上戦闘機の開発でも堀越を設計主任に据え、逆ガル翼など独創的な設計を行う堀越をバックアップし、最終的に初めての日本独自設計の機体を完成させた。
1946年、名古屋機器製作所所長、1949年名古屋製作所所長に就任。

## 家族
- 父・服部勤（いそし） - 鉄道車両技師。工部省鉄道寮にて、お雇い外国人ジョン・イングランド (技術者)の下で測量や製図に従事し、その語学力から建築・車両部品の買い付けなども担当したのち、汽車監察方のフレデリック・ライト（B．Frederick Wright[5]）やリチャード・フランシス・トレビシックの下で機関車や車両製造の技術を習得し、日本車輌製造で取締役兼技師長を務めた。[6][7][8][3]
- 妻・満子 - 櫻井錠二の五女。[8][3]
- 長女・倭文子（1927年生）[3]
- 長男・寛（1928年生）[3]

## 人物
部下には深い信頼を寄せており、ニッポン記念長尾航空技術奨励金を授与された際には、二十数年に渡って携わった航空機開発に自らの功労はなく優秀な同僚や課員らのおかげだと語り、奨励金の栄誉は自らのものではなく設計課全体のものだとコメントしている。

## 賞歴
- 1940年 - ニッポン記念長尾航空技術奨励金。